# Dagobert III.
Dagobert III. (* 699; † zwischen dem 3. September 715 und dem 29. Februar 716 oder von Ende 715 bzw. Anfang 716) war von 711 bis zu seinem Tod Frankenkönig aus dem Geschlecht der Merowinger.
Er war der Sohn des Frankenkönigs Childebert III. († 711) und trat noch in jungem Alter dessen Nachfolge an. Die wahre Macht lag in den Händen von Pippin dem Mittleren. Noch war es nicht so weit, dass auf die Ernennung eines echten Merowingers verzichtet werden konnte. Nach Pippins Tod war Dagoberts Regierungszeit durch politische Instabilität und Auseinandersetzungen zwischen Pippins Witwe Plektrudis, Pippins Sohn Karl Martell und dem neustrischen Hausmeier Raganfrid gekennzeichnet.
Dagobert starb früh; anstelle seines Sohnes, Theuderich IV., wurde Chilperich II. zum König ernannt.